# Isala punctata
Isala punctata L. Koch, 1876 è un ragno appartenente alla famiglia Thomisidae.
È l'unica specie nota del genere Isala.

## Distribuzione
L'unica specie oggi nota di questo genere è stata rinvenuta in Australia

## Tassonomia
Dal 1876 non sono stati esaminati altri esemplari, né sono state descritte sottospecie al 2014.